# Jangy Addy
Pour les articles homonymes, voir Addy.
Jangy McKinley Addy (né le 2 mars 1985 à Sacramento) est un athlète américano-libérien, spécialiste des épreuves combinées.

## Biographie
Élevé à Norcross en Géorgie, ses parents sont libériens, ce qui lui a permis de représenter son pays d'origine en tant que porte-drapeau à Pékin.
Son meilleur score du décathlon est de 8 025 points, obtenu à Eugene (Oregon) le 30 juin 2008.
Il remporte la médaille d'or aux Jeux africains de Maputo en 2011.

## Palmarès
| Date                        | Compétition                   | Lieu                        | Résultat                    | Épreuve                     | Marque                      |
| Représentant les États-Unis | Représentant les États-Unis   | Représentant les États-Unis | Représentant les États-Unis | Représentant les États-Unis | Représentant les États-Unis |
| --------------------------- | ----------------------------- | --------------------------- | --------------------------- | --------------------------- | --------------------------- |
| 2004                        | Championnats du monde juniors | Grosseto                    | 11e                         | Décathlon                   | 7 129 pts                   |
| Représentant le Liberia     |                               |                             |                             |                             |                             |
| 2008                        | Jeux olympiques               | Pékin                       | 19e                         | Décathlon                   | 7 665 pts                   |
| 2011                        | Jeux africains                | Maputo                      | 1er                         | Décathlon                   | 7 985 pts                   |
| 2012                        | Championnats d'Afrique        | Porto-Novo                  | 8e                          | 110 m haies                 | 14 s 05                     |
| 2012                        | Jeux olympiques               | Londres                     | 23e                         | Décathlon                   | 7 586 pts                   |

## Records
| Épreuve           | Performance       | Lieu       | Date              |
| ----------------- | ----------------- | ---------- | ----------------- |
| 100 m             | 10 s 61           | Maputo     | 11 septembre 2011 |
| Saut en longueur  | 7,76 m            | Maputo     | 11 septembre 2011 |
| Lancer du poids   | 16,86 m (NR)      | Atlanta    | 29 mars 2008      |
| Saut en hauteur   | 1,96 m            | Eugene     | 29 juin 2008      |
| 400 m             | 47 s 50           | Atlanta    | 1er avril 2006    |
| 110 m haies       | 13 s 70           | Auburn     | 16 mai 2008       |
| Lancer du disque  | 48,14 m (NR)      | Maputo     | 12 septembre 2011 |
| Saut à la perche  | 4,50 m (NR)       | Ratingen   | 17 juillet 2011   |
| Lancer du javelot | 58,69 m           | Sacramento | 7 juin 2007       |
| 1 500 m           | 4 min 58 s 28     | Grosseto   | 15 juillet 2004   |
| Décathlon         | 8 025 points (NR) | Eugene     | 30 juin 2008      |

| Épreuve          | Performance | Lieu          | Date            |
| ---------------- | ----------- | ------------- | --------------- |
| 60 m             | 6 s 99      | Fayetteville  | 25 février 2005 |
| Saut en longueur | 7,20 m      | Gainesville   | 24 février 2006 |
| Lancer du poids  | 15,43 m     | Winston Salem | 11 février 2012 |
| 60 mètres haies  | 7 s 67      | New York      | 8 février 2008  |
| Heptathlon       | 5 683 pts   | Fayetteville  | 15 mars 2008    |